# Lílian Lemmertz
Lílian Lemmertz (Porto Alegre, 15 giugno 1937 – Rio de Janeiro, 5 giugno 1986) è stata un'attrice brasiliana.

## Biografia
Lillian Lemmertz era figlia di una coppia di tedeschi. Dopo essersi laureata in letteratura all'Università federale del Rio Grande do Sul, fu docente di materie letterarie nei licei. Nel 1958 decise di tentare l'ingresso nello spettacolo, motivata da Antônio Abujamra, amico di famiglia e attore già affermato. Iniziò la carriera artistica in teatro, dove si mise subito in evidenza, per poi passare al cinema e alle telenovelas nella seconda metà degli anni sessanta, abbandonando l'insegnamento. Le sue interpretazioni sul grande schermo furono sempre molto lodate dalla critica: su tutte quella da protagonista nella pellicola As Deusas di Walter Hugo Khouri, regista che la diresse anche in altre sette occasioni. In tv dette spesso volto a figure di madri coraggio, come la Helena di Destini e la Maria Luisa di Happy End (titolo originale Final Feliz), due telenovelas che hanno riscosso successo in molti paesi del mondo, compresa l'Italia.
Morì improvvisamente per un infarto nel 1986, dieci giorni prima di compiere 49 anni, nel suo appartamento di Rio de Janeiro. 

## Vita privata
Era sposata col collega Linneu Dias. Dal matrimonio nacque Júlia Lemmertz, attrice come i genitori.  Madre e figlia recitarono insieme in due film.

## Filmografia

### Telenovelas
- O Terceiro Pecado (1968)
- Nenhum Homem é Deus (1969)
- Xeque-mate (1976)
- O Todo-Poderoso (1980)
- Destini (Baila comigo, 1981)
- Happy End (Final feliz, 1982)
- O Homem Proibido (1982)
- Adamo contro Eva (Guerra dos Sexos, 1983)
- Partido Alto (1984)
- Il vento e il tempo (O Tempo e o Vento, 1985)
- Roque Santeiro (1985)

### Telefilm
- Caso Especial (episodio: "Negro Léo", 1986)

### Cinema
- As cariocas (1966)
- O Corpo Ardente (1966)
- As Amorosas (1968)
- Matou a Família e Foi ao Cinema (1969)
- Copacabana Mon Amour (1970)
- Barão Olavo, o horrível (1970)
- Cordélia, Cordélia (1971)
- As Deusas (1972)
- Elas (1972)
- O último êxtase (1973)
- Um intruso no paraíso (1973)
- O Anjo da Noite (1974)
- Aquelas mulheres (1974, incompiuto)
- Lição de Amor (1975)
- O Desejo (1975)
- Il fantasma del regime (1976)
- Paixão e Sombras (1977)
- Os Amantes da Chuva (1979)
- Eros, o Deus do Amor  (1981)
- Janete (1983)
- Tensão no Rio (1984)
- Patriamada (1985)